# سراهونی سیدمحمدقلی
سراهونی سیدمحمدقلی، روستایی از توابع بخش اندیکا شهرستان مسجدسلیمان در استان خوزستان ایران است.

## جمعیت
این روستا در دهستان شلال و دشتگل قرار دارد و براساس سرشماری مرکز آمار ایران در سال ۱۳۸۵، جمعیت آن ۸۱ نفر (۱۳خانوار) بوده‌است.